# Dorika sanguinolenta
Dorika sanguinolenta är en fjärilsart som beskrevs av Moore 1881. Dorika sanguinolenta ingår i släktet Dorika och familjen nattflyn. Inga underarter finns listade i Catalogue of Life.